# Bautismo del infante Felipe

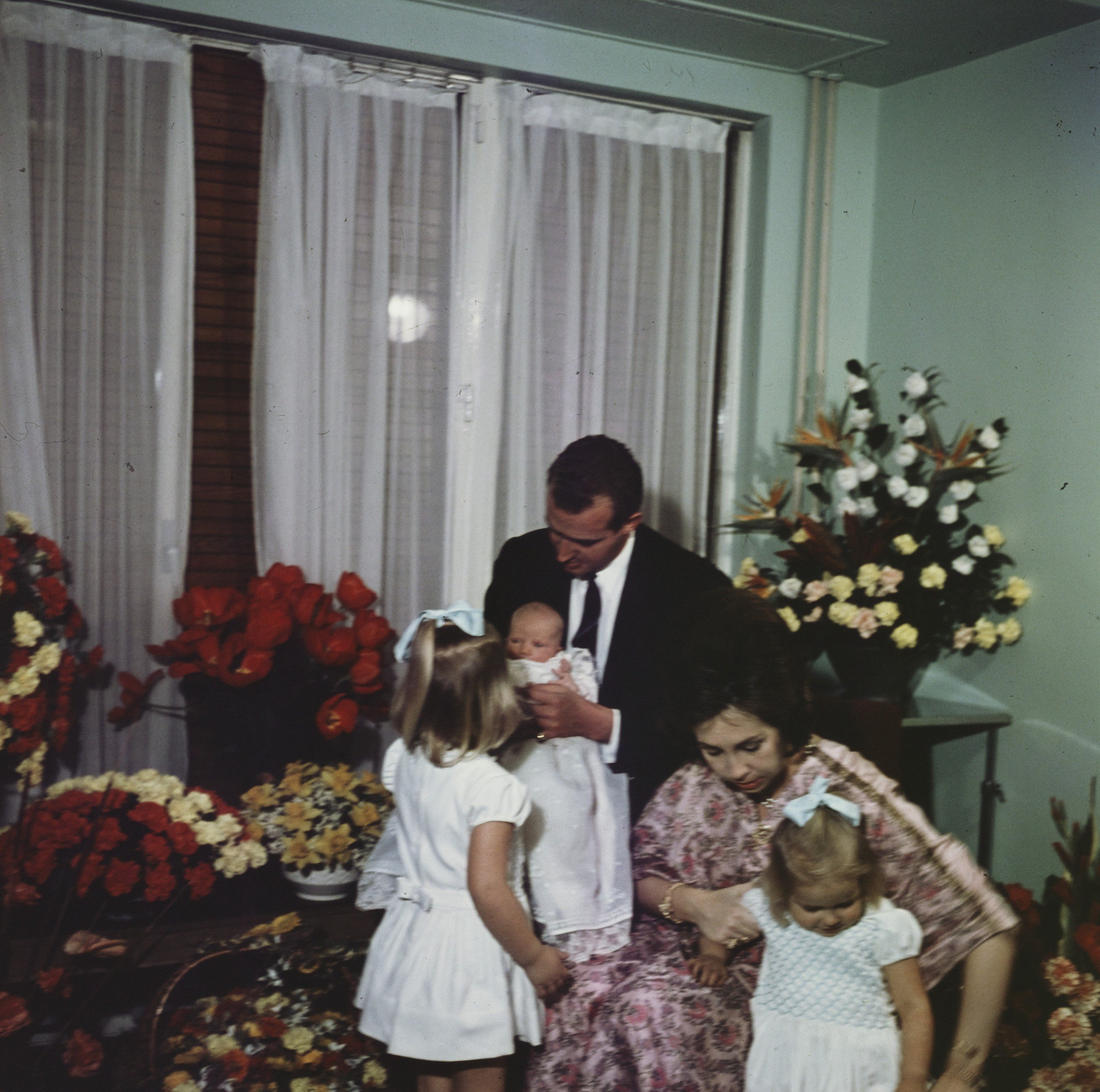
Los príncipes Juan Carlos y Sofía con sus hijos en la clínica, poco después de nacer Felipe y unos días antes del bautizo de este.

El bautismo del infante don Felipe (después Felipe VI de España) fue una ceremonia celebrada el 8 de febrero de 1968 por su importancia política. 

## Historia

### Antecedentes
En 1947, se había promulgado por Francisco Franco, como jefe del Estado, la quinta ley fundamental: la Ley de Sucesión en la Jefatura del Estado. Esta norma fijaba la sucesión en la Jefatura del Estado de una persona bajo las siguientes condiciones: “varón y español, haber cumplido la edad de treinta años, profesar la religión católica, poseer las cualidades necesarias para el desempeño de su alta misión y jurar las Leyes fundamentales, así como lealtad a los Principios que informan el Movimiento Nacional”. 
En 1967 se promulgó la Ley Orgánica del Estado, por la que se instituía la figura del heredero de la Corona, que sucedería en la jefatura del Estado. 
El 30 de enero de 1968 nacía en Madrid don Felipe, tercero y último de los vástagos del matrimonio formado por el príncipe Juan Carlos y Sofía de Grecia. Don Felipe sería el primer varón, y su nacimiento fue considerado como una prueba de consolidación dinástica. 
En el momento del nacimiento de don Felipe, Franco no había designado aún un sucesor. Con ocasión del bautizo sería la primera vez que regresaría a España, Victoria Eugenia de Battenberg viuda de Alfonso XIII de España, bisabuela del neófito, así como el pretendiente al trono y abuelo del recién nacido, Juan de Borbón, conde de Barcelona. Ambos hechos se consideraron de importancia política por su significación monárquica.

### Desarrollo
La ceremonia se llevó a cabo en el Palacio de la Zarzuela, residencia del príncipe Juan Carlos y Sofía. Le fue impuesto el sacramento del bautismo por Casimiro Morcillo, arzobispo de Madrid-Alcalá con los nombres: Felipe, Juan, Pablo, Alfonso, de Todos los Santos. Fueron padrinos su bisabuela Victoria Eugenia y su abuelo, Juan de Borbón, conde de Barcelona. Asistieron al bautizo Francisco Franco y su esposa Carmen Polo. También fueron invitados otros personajes importantes de la política española como: Luis Carrero Blanco, vicepresidente del Gobierno y ministro de la Presidencia; José María Pemán, presidente del Consejo Privado del Conde de Barcelona; Antonio Iturmendi, presidente de las Cortes o Antonio María de Oriol, ministro de Justicia.
Durante el bautismo se produjo una breve conversación privada de Francisco Franco con Victoria Eugenia en la que según autores como López Rodó esta última expresó su conformidad con la posibilidad de que el sucesor de Franco a título de Rey fuera su nieto Juan Carlos.
El bautismo supuso la vuelta a España de dos de los más importantes personajes de la Casa Real Española:
- Don Juan de Borbón, conde de Barcelona, pretendiente al trono. Se alojó en el palacio del duque de Alburqurque, jefe de su casa. Permaneció en Madrid varios días, se llegó a reunir con algunos representantes de la sociedad española y visitó el Monasterio de la Santa Cruz del Valle de los Caídos y almorzó en el Hotel Felipe II de San Lorenzo de El Escorial.
- Victoria Eugenia, reina viuda por la muerte de Alfonso XIII y madre del anterior, residió en el palacio de Liria (era jefe de su casa, el marido de su propietaria, Luis Martínez de Irujo). Visitó en estos días el Hospital Central de la Cruz Roja de Madrid que había fundado unos años antes.

### Consecuencias
El príncipe Juan Carlos de Borbón fue jurado como sucesor en la Jefatura del Estado a título de rey el 22 de julio de 1969, ascendiendo al trono el 22 de noviembre de 1975. En consecuencia, en 1977 se le otorgaron al infante Felipe los títulos y dignidades históricas de los príncipes de Asturias siendo reconocido como tal en un acto celebrado en Covadonga el 1 de noviembre de 1977.

### Individuales
1. ↑  «La Princesa Doña Sofía dio a luz ayer a su primer hijo varón». ABC. 31 de enero de 1968. p. 43.
2. ↑  «Apadrinado por don Juan y la reina doña Victoria, recibió las aguas bautismales ayer, el infante don Felipe». ABC. 9 de febrero de 1968. p. 23.
3. ↑  «Bautizo del Infante Don Felipe». ABC. 9 de febrero de 1968. p. 1.
4. ↑  González, José l (1 de noviembre de 2017). «La ‘investidura’ de don Felipe». El Comercio (Gijón). Consultado el 19 de noviembre de 2023.